# رودخانه لار
رود لار، رودی است در استان تهران واقع در البرز مرکزی که از دره لار (دشت لار) لواسانات در نزدیکی کوه دماوند سرچشمه گرفته و به سد لار می‌ریزد. سرریز آب رودخانه لار از سد لار به رود هراز می‌ریزد که واقع در استان مازندران بوده و به دریای مازندران می‌ریزد.
رودخانه پرآب لار از کوه‌های برفگیر و پرباران کلون بستک (با ارتفاع ۳۰۰۰ متر) در شرق و شمال شرقی استان تهران واقع در لواسانات سرچشمه می‌گیرد. شاخه‌های متعددی همچون دلی‌جوی، آب باران و سفیدآب به این رود می‌پیوندند و همین امر سبب پرآب‌تر شدن این رودخانه می‌شود.
در مجاورت رودخانه لار مراتع و چراگاه‌های طبیعی و گسترده‌ای وجود دارد و به همین سبب از نظر دامداری حائز اهمیت می‌باشد. همچنین این منطقه به دلیل وفور ماهی قزل‌آلا و طبیعت سرسبز و زیبا از نظر گردشگری نیز مورد توجه می‌باشد و مورد استفاده گسترده مردم تهران قرار دارد.
به منظور بهره‌برداری مناسب از آب رودخانه لار، سدی به همین نام بر روی آن احداث شده‌است.
در لغتنامه دهخدا چنین آمده‌است: لار. (اِخ) (رود…) نام رودی به شمال شرقی تهران که از کوه مرتفع کلون بسته واقع در شمال ناحیهٔ لواسان و رودبار و لورا و شهرستانک جاری است و دارای چشمه‌های متعدد مانند سفید آب و ملک چشمه و چهل چشمه است و پس از طی درّهٔ لار به مازندران می‌رود. (جغرافیای سیاسی کیهان).